# Čaryn
Čaryn nebo Šaryn (rusky Чарын nebo Шарын) je řeka v Almatské oblasti v Kazachstánu. Na horním toku se nazývá Šolkodagsu a na středním toku Kegen. Je levým přítokem Ili.

## Číselné údaje
Je 427 km dlouhá. Povodí má rozlohu 7 720 km².

## Průběh toku
Pramení na jižním svahu hřbetu Ketmeň. Na dolním toku se rozvětvuje na několik ramen.

## Vodní stav
Zdroj vody je sněhový a podzemní. Průměrný roční průtok je 35,4 m³/s ve vzdálenosti 84 km od ústí. Zamrzá v listopadu až v únoru a rozmrzá v březnu až na začátku dubna.

## Využití
Využívá se pro zavlažování.